# Ethylenglycolmonobutylether
Ethylenglycolmonobutylether ist eine chemische Verbindung aus der Gruppe der Glycolether.

## Gewinnung und Darstellung
Ethylenglycolmonobutylether kann aus Ethylenoxid und n-Butanol gewonnen werden.
Die Jahresproduktion in der Europäischen Union betrug 2003 etwa 161.000 Tonnen.  Damit zählt es zu den chemischen Substanzen, die in großen Mengen hergestellt werden („High Production Volume Chemical“, HPVC) und für die von der Organisation für wirtschaftliche Zusammenarbeit und Entwicklung (OECD) eine Datensammlung zu möglichen Gefahren („Screening Information Dataset“, SIDS) angefertigt wurde.

## Eigenschaften
Ethylenglycolmonobutylether ist eine farblose Flüssigkeit mit schwach etherischem Geruch. Sie reagiert mit Luftsauerstoff langsam zu Peroxiden. In kommerziellen Produkten werden 0,008 – 0,012 % Butylhydroxytoluol zugefügt um die Bildung von Peroxiden zu unterdrücken.
Ethylenglycolmonobutylether bildet mit 79 % Wasser ein konstant bei 98,8 °C siedendes Azeotrop.
Glycolmonoalkylether verhalten sich inert gegenüber Leichtmetallen wie Aluminium oder Magnesium. Am Siedepunkt ist jedoch eine langsame oberflächliche Korrosion zu beobachten. Ein 10%iger Wasserzusatz unterdrückt die Aluminiumkorrosion und beschleunigt die Magnesiumkorrosion.

## Verwendung
Ethylenglycolmonobutylether wird als Lösungsmittel für Druckfarben, Verdünnungsmittel, Veredelungsmittel und zur Herstellung von Lacken verwendet. Außerdem wird es als Gleitmittel beim Hydraulic Fracturing oder als Lösungsmittel beim Aufwältigen von Erdölförderbohrungen verwendet. Etwa 60 % der Verbindung wird in Europa für Farben und Lacken verwendet, etwa 11 % wird in Wasch- und Reinigungsmitteln verwendet und bis zu 0,5 % wird als Lösungsmittel in Haarfärbemitteln benutzt. Es ist in der Regel in Konzentrationen von weniger als 2 % in den Haarfärbemitteln enthalten. Mit Phthalsäure wird es zu Bis(2-butoxyethyl)phthalat verestert, das speziell in PVC als Weichmacher verwendet wird.

## Sicherheitshinweise
Die Dämpfe von Ethylenglycolmonobutylether können mit Luft bei erhöhter Temperatur ein explosionsfähiges Gemisch (Flammpunkt 61 °C, Zündtemperatur 240 °C) bilden. Die Verbindung hat eine geringe akute Toxizität. Beim Menschen wurde nach oraler Exposition mit etwa 0,5 und 1,5 g/kg Körpergewicht und anfänglich schweren Symptomen eine vollständige Erholung beobachtet.